# Ducula luctuosa
Ducula luctuosa là một loài chim trong họ Columbidae.